# Ichneumon varex
Ichneumon varex är en stekelart som beskrevs av Müller 1776. Ichneumon varex ingår i släktet Ichneumon och familjen brokparasitsteklar. Inga underarter finns listade i Catalogue of Life.